# Giuseppe Dessì
Pour les articles homonymes, voir Dessì.
Giuseppe Dessì (né le 7 août 1909 à Cagliari, Sardaigne - mort le 6 juillet 1977 à Rome) est un écrivain italien, lauréat du prix Bagutta en 1963 pour Il disertore publié par Mondadori et du prix Strega en 1972, pour Paese d'ombre, publié par Mondadori.

## Biographie
Giuseppe Dessì est né à Cagliari à la rue Mazzini, une des maisons, aujourd'hui démolies, qui se trouvaient sous le bastion du Sperone (éperon), passe son adolescence à Villacidro d'où proviennent ses parents. L'éloignement, les absences continues, de son père, officier de carrière contraint à de longs nombreux déplacements influent sur le caractère déjà introverti et sensible du jeune, qui manifeste un profond esprit de rébellion.
Après différents échecs à l'école secondaire, il abandonne les études. La découverte d'une bibliothèque, cachée derrière un mur de la maison de son grand-père, "la bibliothèque murée", l'introduira à la lectures des philosophes et des écrivains scientifiques. Ses lectures précoces, en particulier de Leibniz et de Spinoza, le confortent dans l'idée que l'homme soit privé du libre arbitre et font germer des idées de suicide. L'affection du père, entretemps revenu au pays, et la lecture de Orlando Furioso de Ludovico Ariosto, dit "l'Arioste", lui permettent de retrouver un certain équilibre ainsi que le désir de reprendre les études et de les mener à bonne fin. Il décide d'étudier le grec et le latin avec l'aide de Don Luigi Frau, ce qui lui permet de passer l'examen d'études secondaires du premier degré(Ginnasio, d'une durée de cinq ans) et se transfère à Cagliari pour compléter sa préparation secondaire (2d degré, Liceo, d'une durée de trois ans) où il s'inscrit au Liceo Dettori. Malgré son handicap dû à l'âge avancé, un professeur de philosophie, Delio Cantimori, le soutient et l'encourage à continuer ses études.

Une fois ses études secondaires achevées, il essaie d'être admis mais sans succès à la prestigieuse Scuola Normale Superiore di Pisa où avait étudié le poète italien Giosuè Carducci. Il s'inscrit alors à l'Institut d'État de Pise  mais reste néanmoins en contact avec certains membres de l'École Normale. 

Après la "laurea" il participe à la revue Letteratura puis commence à enseigner dans diverses villes (Ferrare, Bassano del Grappa). Pour ses mérites culturels, en 1941 il est nommé par le Ministre Bottai proviseur aux études à Sassari, puis à Ravenne, Grosseto et enfin à l'Accademia dei Lincei à Rome.
Il commence à écrire ses premières œuvres dans lesquelles la Sardaigne est (et restera) le protagoniste principal: parmi celles-ci, La città rotonda (1930) qui sera incluse dans son premier livre La Sposa in città (1939).
En 1939 il publie aussi le roman San Silvano suivi du roman "Michele Boschino" (1942).  Après avoir publié le recueil Racconti vecchi e nuovi (1945), on peut citer "L'isola dell'angelo (1949), La frana (1950), I passeri (1955), Pays d'ombre qui lui valut en 1972 le Prix Strega. Dans ses œuvres, il décrit la Sardaigne, antique, mythique et immuable de son enfance, contaminée par le "continent", vu comme un monde violent et privé de valeurs.
La trame de son roman "Le déserteur" se déroule durant la Première Guerre mondiale et a été jugé comme un des meilleurs récits de la production italienne de cette période, ce qui lui vaut en 1962 le Prix Bagutta.
Il a également produit différentes pièces de théâtre. Son premier drame, La Justice fut diffusé par la BBC et puis par la Rai, avant d'être inclus dans les Récits dramatiques. Le drame La tranchée" évoque un épisode de la Première Guerre mondiale mettant en jeu le propre père de Dessì. Il est également l'auteur de l'œuvre théâtrale Eleonora d'Arborea, dédiée à la juge du Judicat d'Arborée qui, au XIVe siècle anima la résistance de l'île contre les Aragonais.

## Œuvres

### Œuvres traduites en français
- Pays d'ombre, ed. Actes Sud, 1991 (1972),  (ISBN 2-868-69640-6)
- San Silvano, ed. Verdier, 1988 (1939),  (ISBN 2-864-32073-8)